# جاثیه
سوره جاثیه سوره ۴۵ از قرآن است، ۳۷ آیه دارد، و سوره‌ای مکی است.
جاثیه به معنی زانوزده‌است و نام این سوره اشاره به زانوزدگانی در آیه ۲۸ دارد که در روز قیامت به انتظار پاسخگویی به اعمال خود به سر می‌برند. از محتوای آن به بحث‌هایی پیرامون قرآن، توحید، پاسخ به ماده‌باوری، سرنوشت قوم‌های پیشین، و حوادث قیامت می‌توان اشاره کرد. این سوره با اوصاف و نام‌های خدا آغاز شده و با آن‌ها نیز پایان می‌یابد.